# Rondo Generała Jerzego Ziętka
Der Rondo Generała Jerzego Ziętka ist ein mehrspuriger Kreisverkehr in Katowice. Hier treffen die in Nord-Süd-Richtung verlaufende Aleja Wojciecha Korfantego und die in Ost-West-Richtung verlaufende Droga krajowa 79, die hier Teil der Drogowa Trasa Średnicowa (Chorzowska, Aleja Walentego Roździeńskiego) ist, aufeinander. Benannt wurde der Kreisverkehr nach Jerzy Ziętek.
In unmittelbarer Nähe befinden sich das Wohnhochhaus Superjednostka, die Arena Spodek und das Internationale Kongresszentrum, etwas weiter entfernt das Schlesische Museum und das Nationale Symphonieorchester des Polnischen Rundfunks.
Die Straßenbahnhaltestelle „Rondo“ wird von mehreren Linien der Straßenbahn im oberschlesischen Industriegebiet bedient. Ampeln innerhalb des Kreisverkehrs regeln die Schienenübergänge. Die Straßenbahn verzweigt sich außerhalb des Kreises im Norden.

## Geschichte und Gestaltung

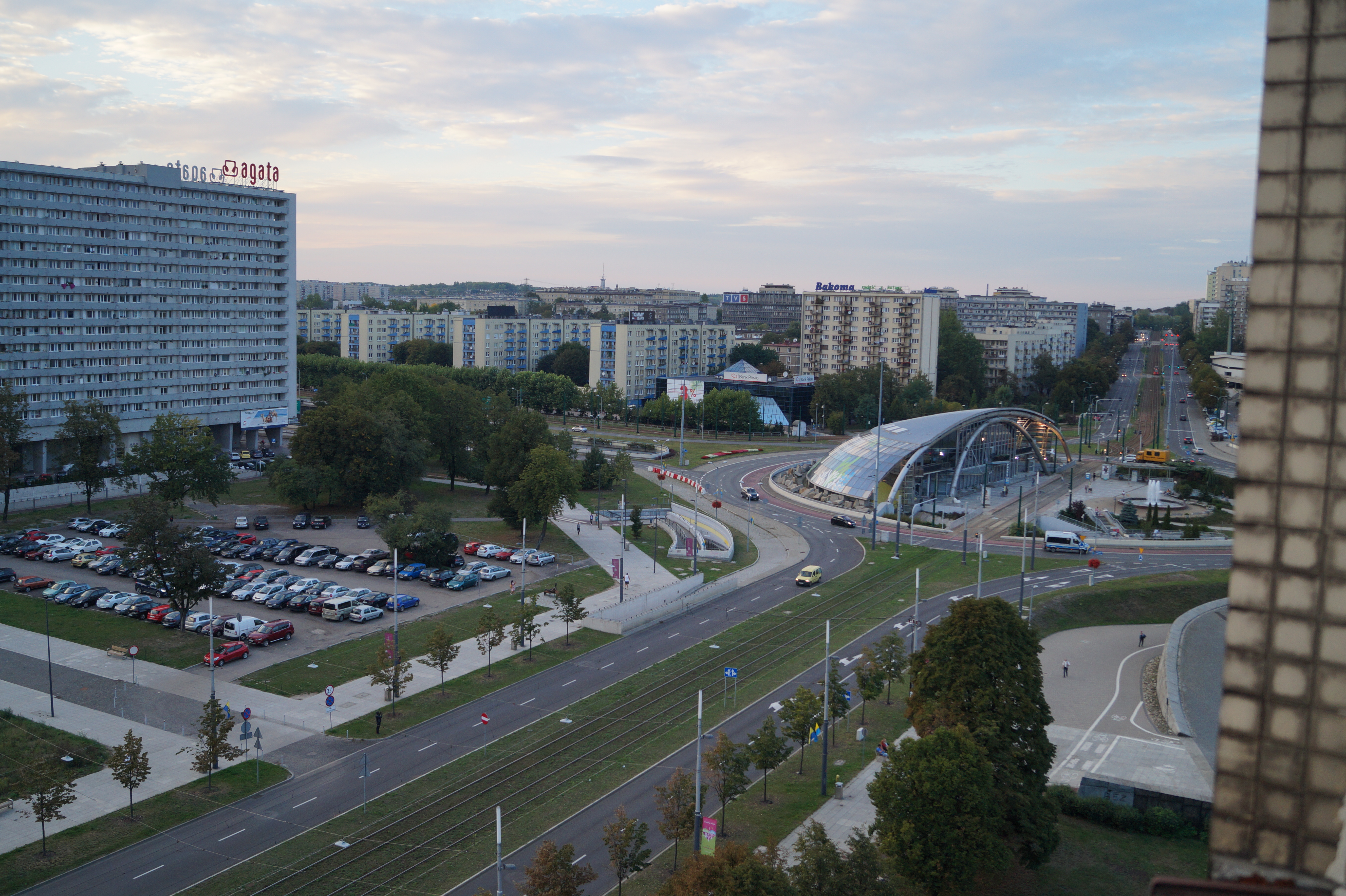
Aleja Wojciecha Korfantego mit Rondo, Aussicht vom Hotel Katowice

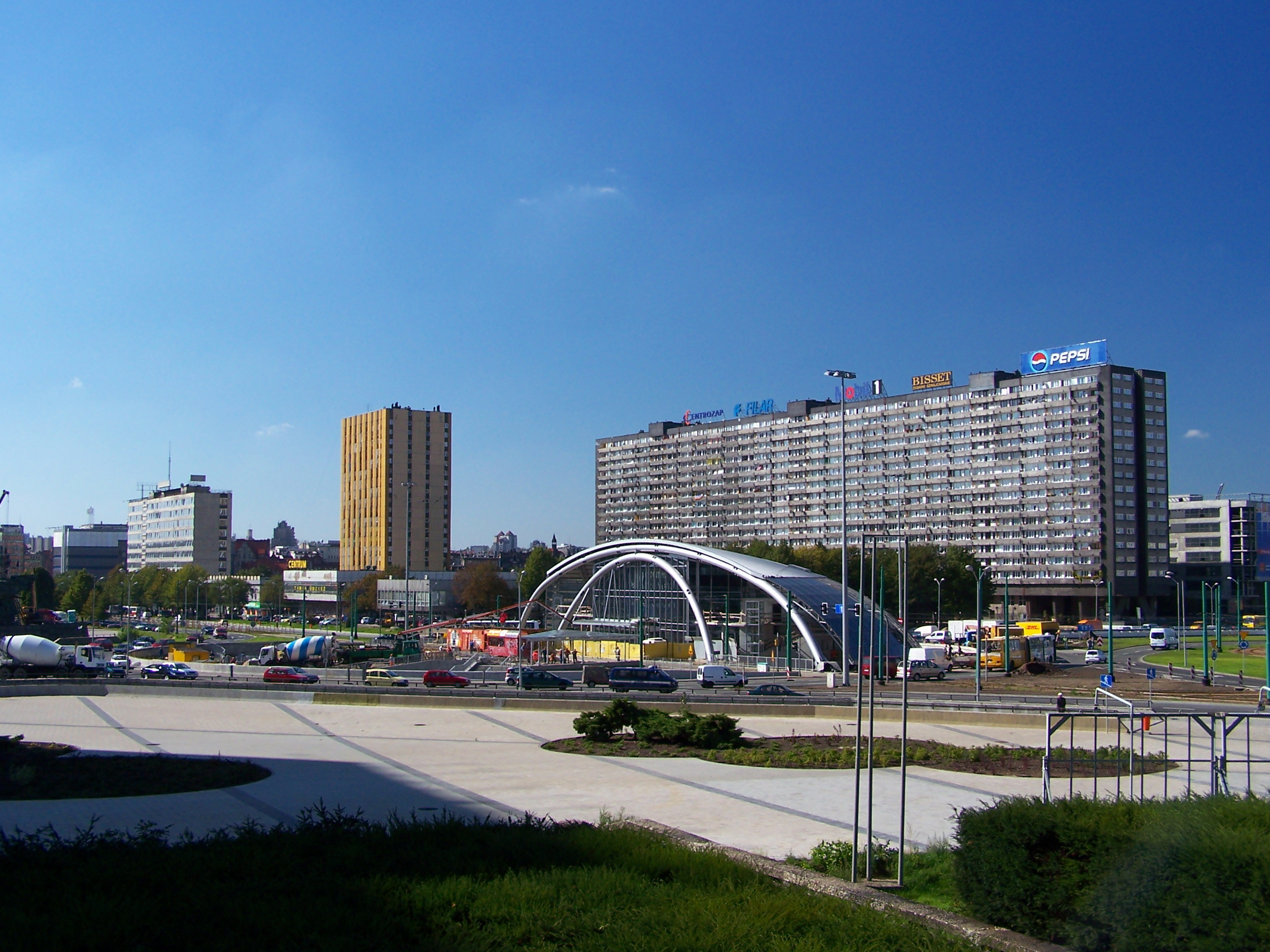
Rondo mit Superjednostka

Der Kreisverkehr wurde im Zuge der architektonischen Neugestaltung der Katowicer Innenstadt 1965 angelegt. In der Mitte des Kreisverkehrs wurde eine Straßenbahnhaltestelle eingerichtet, im Untergeschoss wurden Ladengeschäfte angelegt. 
Zwischen 2004 und 2006 wurde der Kreisverkehr umgebaut. Für die in Ost-West-Richtung laufende Drogowa Trasa Średnicowa wurde ein Tunnel (676 m) mit zwei Röhren und drei Fahrstreifen je Röhre errichtet. Ein System von Unterführung dient dem Fußgängerverkehr. Die oberirdische Straßenbahnhaltestelle blieb erhalten. Daneben in der Westhälfte des Kreises wurde eine Kuppel aus Stahl und Glas errichtet die von der Gestaltung zum Spodek passen soll. Sie hat eine Höhe von 14 Metern und eine Spannweite von 80 Metern. Die Oberfläche der Kuppel misst 1000 m². In der Kuppel befinden sich Ladengeschäfte, und die Akademie der Bildenden Künste Kattowitz hat dort eine Ausstellungsfläche. Die Kosten der Umbaumaßnahme beliefen sich auf ca. 340 Mio. Złoty, davon entfielen 15 Mio. Złoty auf die Kuppel.